# 67e brigade mécanisée
Pour les articles homonymes, voir 67e brigade.
La 67e brigade mécanisée (ukrainien : 67-та окрема механізована бригада, abrégé en 67 ОМБр ; numéro d'unité militaire A4123), anciennement le 7e centre d'opération spécial SSO est une grande unité d'infanterie mécanisée de l'Armée de terre ukrainienne. La brigade a été constituée en novembre 2022 essentiellement à partir du Corps des volontaires ukrainiens « Secteur droit ».

## Création
Le Corps des volontaires ukrainiens « Secteur droit » (Доброво́льчий Украї́нський Ко́рпус «Пра́вий се́ктор», abrégé en ДУК ПС, connu aussi sous le nom DUK PS) a été créé en juillet 2014, dans le contexte de la guerre du Donbass. Juste après le début de l'invasion russe de 2022, les Forces armées de l'Ukraine intègre en leur sein toutes les unités de volontaires précédemment créées. Le corps des volontaires devient d'abord le 7e centre d'opération spécial SSO rattachés au forces d'opérations spéciales ukrainiennes puis la majeure partie des bataillons du ДУК sont regroupés dans une brigade en novembre 2022. La brigade reprend ses couleurs dans insigne d'épaule. Le 2e bataillon est créé à partir du 6e bataillon du corps des volontaires qui regroupe les Sotnya.

## Commandants
nov. 2022 – oct. 2024 : Colonel Roman Korenyuk

oct. 2024 - en fonction : Lieutenant-colonel Oleksandr Polyaiev 

## Historique

### Invasion russe de l'Ukraine

#### Bataille de Bakhmout (février - mai 2023)
En 2023, la brigade participe activement à la bataille de Bakhmout. En février des éléments de la brigade sont localisés sur des positions avancées entre Toretsk et Horlivka. Entre mars et mai, la brigade défend le nord de la "route de la vie" à Bakhmout, dernière artère de ravitaillement qui mène à Tchassiv Iar. Elle est engagée dans de violents combats autour des communes de Berkhivka, Orikhovo-Vasilivka, au nord-est de Bakhmout. Le 1er bataillon mécanisé « des Loups de Da Vinci » est notamment déployé autour de la localité de Khromove. Le 7 mars, Dmytro Kotsiubailo surnommé Da Vinci, commandant du 1er bataillon mécanisé est tué au combat. Les hommes de la 67e brigade parviennent à tenir leur position jusqu'au retrait complet de la ville en mai 2023.

#### Bataille de la forêt de Serebryansky (mai - décembre 2023)
La brigade est ensuite déployée dans la forêt de Serebryansky aux abords sud de la ville de Kreminna. Avec la 63e brigade mécanisée, elle repousse les tentatives russes près de Dibrova, menées par les bataillons BARS-12, 16 et 20, pour développer une offensive vers Lyman. Le 2e bataillon de fusiliers continue toutefois d'opérer près de Bakhmout à Dubovo-Vasylivka. Au cours de cette période, elle reçoit les chars M-55S (version slovène fortement modernisée du T-55, transférés plus tard à la 5e brigade de chars en février 2024) de la 47e brigade mécanisée. En août, le 1er bataillon Da Vinci est déployé en appui de la 14e brigade mécanisée pour la défense de Koupiansk. Le 24 août, à l'occasion du jour de l'indépendance de l'Ukraine, le Président Volodymyr Zelensky remet à la brigade le drapeau de guerre. Au cours des mois suivants, elle continue d'opérer dans la région de Kreminna menant de violents combats dans la forêt durant le mois d'octobre avant d'être progressivement relevée par la 12e brigade spéciale « Azov ». Elle y reste jusqu'à la fin de l'année 2023 avant d'être déplacée au nord de la ville en face de Chervonopopivka.

#### Dissensions et départ des unités du Secteur droit (janvier - avril 2024)
En janvier 2024, des dissensions internes provoquent le départ de la grande majorité du 1er bataillon mécanisé « Da Vinci » de la brigade qui redevient une unité distincte. La compagnie Honor, l'unité médicale Ulf (créée par la compagne du défunt Da Vinci) et l'unité de mortiers forment le 108e bataillon mécanisé autonome dirigé par Serhiy Filimonov et rejoignent la 59e brigade motorisée. Ses membres quittent également le mouvement Secteur droit,. Le bataillon supprime « Da Vinci Wolves » de son nom, change d’insigne et créé de nouvelles pages sur les réseaux sociaux. Ce qui reste du 1er bataillon est alors déployé près de la localité de Tabaivka dans le secteur de Koupiansk, toujours en appui de la 14e brigade et de la 103e brigade de défense territoriale où ils réalisent des gains territoriaux tactiques.
À partir du mois de mars 2024, la brigade est déplacée à Tchassiv Iar où d'importants combats menacent la ville. En avril 2024, après avoir perdu certaines positions sur ce front, où de violents combats se déroulent, la 67e brigade mécanisée des volontaires fait l'objet d'une enquête. L'État-major général des forces armées ukrainiennes lance alors un processus de transfert des commandants et soldats issus du Corps des volontaires ukrainiens (DUK) vers d'autres unités militaires. Ces combattants constituaient le principal noyau de combat de la brigade. Selon le journal Ukrayinska Pravda, l'enquête aurait révélé des problèmes d'organisation et de mauvais traitement infligés aux soldats qui ne sont pas issus du Secteur droit. Ces derniers, moins expérimentés seraient envoyés plus régulièrement en première ligne et reculeraient plus facilement. Selon un soldat cité par le média, avec la standardisation de l'armée ukrainienne entreprise par le général Oleksandr Syrsky, le commandement de la brigade aurait perdu son autonomie, créant un sentiment de persécution politique et provoqué des déficiences au sein de l'unité,. Les derniers éléments du 1er bataillon d'assaut (ex Da Vinci), quittent la brigade et forment un bataillon séparé. La brigade a ensuite été retirée du front, remplacée par la 42e brigade mécanisée et la Brigade d'assaut de la police nationale "Lyut".

#### Bataille de la ligne Svatove - Kreminna (depuis juin 2024)
À partir de juin 2024, la brigade est positionnée entre Terny et Chervonopopivka (occupé par les Russes) au nord-ouest de Kreminna aux côtés des 60e et 66e brigade mécanisée. En juillet, les forces russes parviennent à enfoncer les lignes ukrainiennes dans le secteur. En octobre, le 1er bataillon de fusiliers quitte la brigade et rejoint la Garde nationale de l'Ukraine.

## Structure

### Ordre de bataille

#### Fin 2024 après le départ d'unités
À la mi-décembre 2024, à la suite de la réorganisation de la brigade et le départ de certaines unités, l'ordre de bataille connu de la brigade est le suivant :
- État-major de la brigade ;
  - 
    -  compagnie de protection du QG ;
    -  unité de recrutement[30] ;
      -  Centre de recrutement de Lviv[31]

  -  2e bataillon mécanisé « Carcajous » (uk)[32],[33] ;
    -  État-major du bataillon[33] ;
      - 
        -  Compagnie de protection du QG[33] ;

      -  1re compagnie[33] ;
      -  2e compagnie[33] ;
      -  3e compagnie[33] ;

  -  3e bataillon mécanisé « colonel Vasyl Ivanyshyn » (uk) (surnom « Hérissons »)[34],[35] ;
  -  2e bataillon de fusiliers « Taras “Хаммера” Bobanych » (uk) (surnom « Marteau »)[27] ;
    - 
      -  Compagnie d'appui-feu « T-company »[36]
      -  1re compagnie de fusiliers[27] ;
      -  2e compagnie de fusiliers « Centurie d'acier »[37],[27],[38] ;
      -  3e compagnie de fusiliers[27] ;

  -  27e bataillon de fusiliers (unité militaire A4046) ;
  -  bataillon de chars (des T-72B) ;
  -  Groupe d'artillerie de la brigade[39],[28] : :
    - 
      -  État-major (штаб) du groupe d'artillerie ;
      -  batterie de contrôle et d'acquisition de cibles ;

    -  1er bataillon d'artillerie automotrice ;
    -  2e bataillon d'artillerie ;
    -  Bataillon de lance-roquettes multiples ;
    -  Bataillon d'artillerie antichar (des MT-12 Rapira) ;

  -  Groupe de guerre électronique ;
  -  bataillon antiaérien ;
  -  bataillon de systèmes sans pilote « Fureur céleste »[40],[41] ;
    -  compagnie de drone de frappe « hannetons de combat »[42]

  -  compagnie de reconnaissance ;
  -  bataillon du génie ;
  -  bataillon de maintenance ;
  -  bataillon logistique ;
  -  compagnie de transmissions ;
  -  compagnie de tireurs d'élite ;
  -  compagnie de radars (désignation d'objectifs) ;
  -  compagnie de défense NBC ;
  -  compagnie médicale (soins et évacuation).

### Matériel et équipements
- un bataillon de chars sur T-72B et B3M
- bataillons mécanisés sur BTR-82A et blindés légers GAZ Tigr
- un groupe d'artillerie dont au moins un bataillon d'artillerie automotrice 2S1 Gvozdika et un de MLRS sur TOS-1.

## Personnalités de la brigade
- Wassyl Slipak, Héros d'Ukraine.
- Vita Zaveroukha.
- Iana Zinkevytch.
- Dmytro Iaroch, homme politique et commandant militaire.
- Dmytro Kotsioubaïlo.